# Mullagh
Mullagh (irl. An Mullach) – wieś leżąca w hrabstwie Cavan w Irlandii. Liczba mieszkańców w 2011 roku wynosiła 1962.
Mullagh jest centrum dziedzictwa św. Kiliana, który się tutaj urodził około 640 r. i zginął śmiercią męczeńską w Würzburgu, w Niemczech około 689 r. Znajduje się tutaj muzeum jego imienia, które posiada między innymi wystawy związane z pismem ogamicznym i manuskryptami.